# Rock Sài Gòn
“Rock Sài Gòn" là ca khúc được viết bởi nhạc sĩ Lâm Quốc Cường. Ca khúc này nằm trong album Vol.5 của nhóm nhạc MTV có tên "Thời Gian" phát hành vào năm 2007.

## Bối cảnh sáng tác
Nhạc sĩ Lâm Quốc Cường là trưởng nhóm và là người hát chính kiêm guitar lead của ban nhạc The Friction do anh thành lập năm 1999.
Nhạc sĩ Lâm Quốc Cường sáng tác ca khúc Rock Sài Gòn vào năm 2000 khi ban nhạc của anh tham dự cuộc thi "Summer Pop Rock” dành cho các ban nhạc diễn ra tại Sài Gòn Water Park do nhạc sĩ Bảo Phúc làm giám khảo cuộc thi. Đến năm 2002, anh và ban nhạc của mình tiếp tục giới thiệu ca khúc này khi tham gia trong chương trình truyền hình trực tiếp “Liên hoan Ban nhạc & Bạn trẻ” lần 2 do đài truyền hình HTV tổ chức.
Sau đó, nhạc sĩ Nguyễn Dân là thành viên trong ban nhạc The Friction của anh đã giới thiệu ca khúc này đến nhóm nhạc MTV.
Năm 2007, nhóm nhạc MTV đã quyết định chọn ca khúc Rock Sài Gòn cùng một sáng tác khác của Nhạc sĩ Lâm Quốc Cường là Hãy sống vì hòa bình để phát hành trong album Vol.5 Thời gian của nhóm. Trong album này, nhạc sĩ Nguyễn Dân phụ trách toàn bộ phần hòa âm cho album.

## Nội dung bài hát
Bài hát ca ngợi về Sài Gòn, một thành phố đầy năng động cùng những cánh chim bồ câu là biểu tượng của tình yêu và hòa bình đang tung cánh bay ”Tít xa ở mãi chân trời xanh, những cánh chim bồ câu đang bay về. Lắng nghe hãy lắng nghe bạn ơi, nhịp đập con tim thành phố…”
Và dù có đi đâu, về đâu thì Sài Gòn vẫn luôn trong tim của những con người luôn yêu và nhớ về thành phố thân yêu của mình như một phần không thể thiếu trong trái tim họ "Nhớ mãi nhớ mãi Sài Gòn dấu yêu, Sài Gòn ta đó ánh dương sáng ngời, Sài Gòn vươn xa, Sài Gòn vươn đến tương lai rạng ngời…"
Sài Gòn vào những ngày hè rực rỡ sắc thắm màu hoa phượng gắn liền với tuổi thơ biết bao cô cậu học trò dưới mái trường mến yêu cùng câu kết "Rock Sài Gòn" của bài hát như một khẩu hiệu mạnh mẽ của chúng bạn cùng lớp reo lên mừng rỡ khi đón hè về "Mùa hoa phượng nở đỏ tươi khắp trời, nào bạn thân ơi, cùng nhau ta hát vang lên Rock Sài Gòn."

## Sự phổ biến
Ca khúc Rock Sài Gòn được nhạc sĩ Lâm Quốc Cường sáng tác theo phong cách rock trẻ trung và mạnh mẽ. Với phần giai điệu dễ nghe và phần ca từ dễ nhớ, bài hát đã được công chúng đón nhận nhiệt tình và trở nên quen thuộc mỗi khi cất tiếng hát : “Tít xa ở mãi chân trời xanh, những cánh chim bồ câu đang bay về. Lắng nghe, hãy lắng nghe bạn ơi, nhịp đập con tim thành phố…”
Sự lan tỏa của ca khúc này được thể hiện qua việc Rock Sài Gòn xuất hiện trong những buổi tiệc gia đình, tiệc công ty, các cuộc thi âm nhạc từ không chuyên cho đến chuyên nghiệp, các chương trình gameshow, các chương trình truyền hình ca nhạc... như là một sự khẳng định tình yêu của mọi người dành cho Sài Gòn.
Rock Sài Gòn xuất hiện trong playlist Top 100 Nhạc Rock Việt Nam hay nhất do trang âm nhạc Zing mp3 tuyển chọn.
Đoạn dạo nhạc của bài hát Rock Sài Gòn được sử dụng nhạc nền cho thập niên 90 trong chương trình Ký ức vui vẻ